# Złota rączka

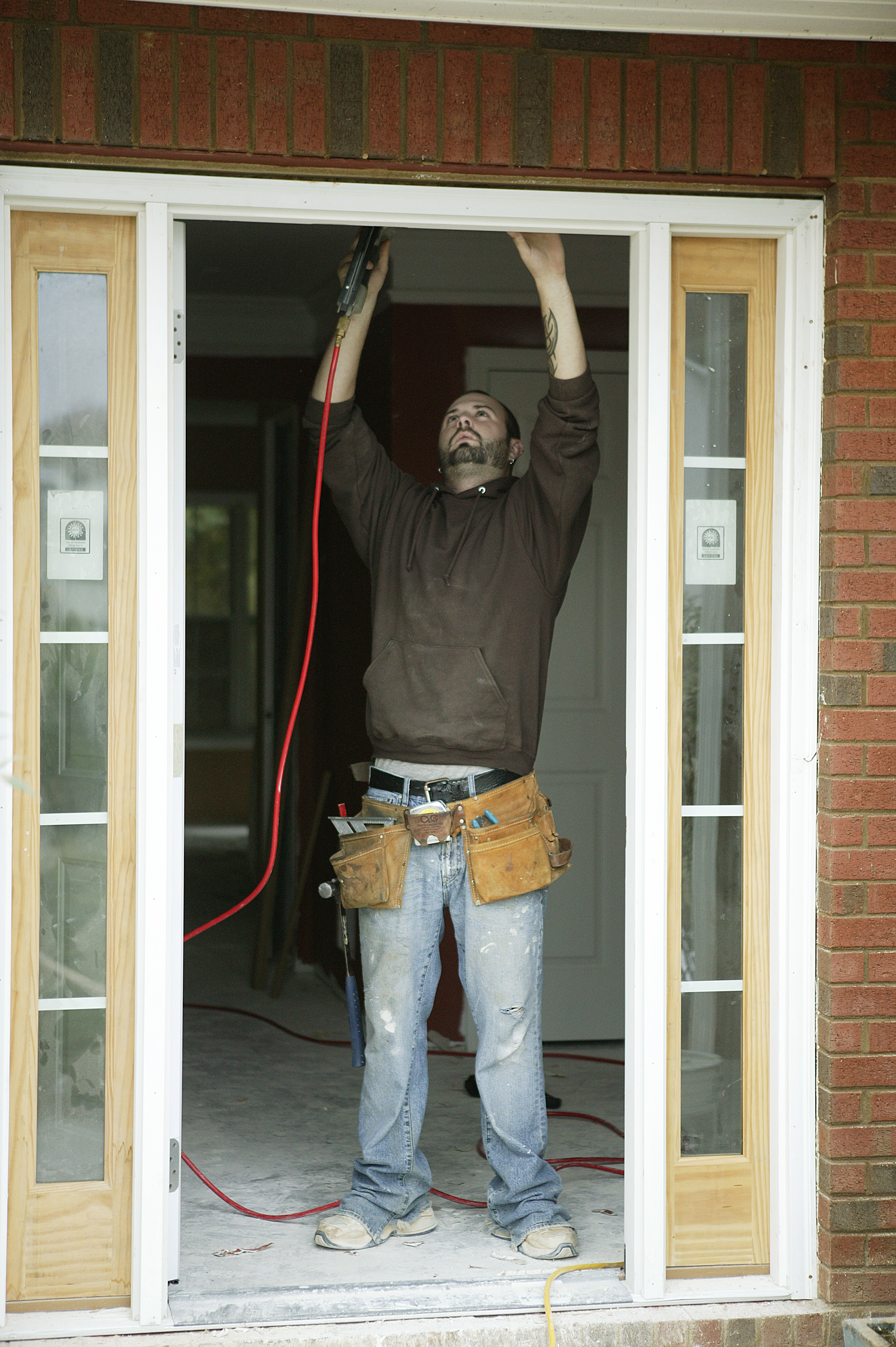
Złota rączka w trakcie pracy przy naprawach domowych po powodzi.

Złota rączka – osoba zajmująca się różnego rodzaju naprawami lub pracami remontowymi.

## Etymologia
Przymiotnik złoty jest pochlebstwem. Czasem odnosi się do człowieka lub jego części (np. Złoty człowiek, złote serce). Może oznaczać zdolny lub dobry. Czyli złota rączka odnosi się do zdolnych rąk osoby, wykonującej ten zawód. Zdrobnienie słowa rączka jest z kolei wyrazem sympatii i wdzięczności.

## Historia
Zawód złotej rączki narodził się w Stanach Zjednoczonych i prawdopodobnie ukształtował się w okresie wojny secesyjnej. Wywodzi się od domokrążców, czyli osób zajmujących się odwiedzaniem wsi i małych miasteczek, w celu przekonania okolicznych mieszkańców do zakupu różnorakich produktów. Z czasem, w razie gdyby nie udało im się niczego sprzedać, domokrążcy coraz częściej pytali odwiedzane osoby czy nie potrzebują kogoś do wykonania drobnej pracy w obrębie ich własności. Osoby, które korzystały z tych usług, zwykle zlecali naprawę sprzętu domowego, ogrodzenia lub elementów domu jednorodzinnego. W związku z tym domokrążcy zaczęli pozyskiwać umiejętności potrzebne do wykonywania tych zadań. Z czasem takie osoby zaczęły być nazywane handyman od angielskich słów handy (pl. zręczny) i man (pl. mężczyzna).

## Problemy prawne
Ogólnie w Stanach Zjednoczonych istnieje niewiele kwestii prawnych związanych z pracami wykonywanymi przez właścicieli nieruchomości na własną rękę w swoich domach, z pewnymi wyjątkami. Niektóre jurysdykcje wymagają, aby płatni fachowcy posiadali licencję i/lub ubezpieczenie. Na przykład w stanie New Jersey wszyscy fachowcy świadczący usługi na rzecz klientów indywidualnych i komercyjnych w celach zarobkowych muszą być zarejestrowani i ubezpieczeni. Często fachowcom nie wolno wykonywać większych prac hydraulicznych, elektrycznych czy związanych z instalacjami gazowymi ze względów bezpieczeństwa, a władze czasami wymagają posiadania odpowiednich licencji w określonych zawodach. Jednak drobne prace hydrauliczne, takie jak naprawa kranów, podłączanie zlewów, usuwanie przecieków czy instalacja nowych pralek, zazwyczaj można wykonywać bez konieczności posiadania licencji. Wielu fachowców posiada ubezpieczenie od odpowiedzialności cywilnej za szkody materialne, co oznacza, że przypadkowe uszkodzenia mienia wynikające z zaniedbań lub wypadków są objęte ochroną.
W innych krajach przepisy, wymagania licencyjne i zakres dozwolonych prac dla fachowców mogą się znacznie różnić. Na przykład w wielu krajach europejskich zawody takie jak elektryk, hydraulik czy specjalista od instalacji gazowych wymagają specjalistycznych kwalifikacji i przestrzegania rygorystycznych norm bezpieczeństwa. W Wielkiej Brytanii osoby lub firmy często muszą posiadać określone certyfikaty, takie jak rejestr Gas Safe, aby legalnie wykonywać pewne prace domowe. Podobnie w Australii przepisy stanowe i terytorialne zazwyczaj wymagają, aby specjalistyczne prace były wykonywane przez licencjonowanych fachowców. Niemniej jednak nielicencjonowani fachowcy mogą legalnie wykonywać drobne naprawy, malowanie i podstawowe prace konserwacyjne, pod warunkiem że nie przekraczają określonych progów finansowych lub nie naruszają regulowanych zawodów.
Kraje w Azji, Ameryce Łacińskiej i Afryce również wykazują zróżnicowane podejścia regulacyjne. W niektórych regionach formalne systemy licencjonowania fachowców są mniej powszechne, a wiele prac może być wykonywanych nieformalnie. Natomiast w centrach miejskich w takich krajach jak Singapur czy Japonia obowiązują bardziej rygorystyczne ramy regulacyjne, które wymagają posiadania zaawansowanych kwalifikacji, ubezpieczenia oraz rejestracji dla profesjonalistów zajmujących się konserwacją nieruchomości. Te różnice podkreślają znaczenie zrozumienia lokalnych przepisów, kodeksów bezpieczeństwa i wymagań ubezpieczeniowych przed skorzystaniem z usług fachowca w danej jurysdykcji.

## W kulturze popularnej
Obraz złotej rączki wielokrotnie pojawia się w kulturze popularnej. Powstały piosenki o złotych rączkach, nagrane przez Elvisa Presleya w 1964 roku, Dela Shannona w 1964 roku oraz Jamesa Taylora w 1977 roku. W telewizji pojawiały się femme fatale, które zakochują się w złotych rączkach. Złote rączki były przedstawiane w książkach i filmach, zazwyczaj pozytywnie, jako pomocne i uczynne postacie, choć niekoniecznie szczególnie inteligentne czy ambitne. W książce autorstwa Carolyn See pt. The Handyman, złota rączka okazuje się aspirującym, choć zniechęconym artystą, który odmienia życie ludzi, dla których pracuje, jednocześnie angażując się w relacje seksualne z niektórymi klientkami, co wpływa na poprawę jego twórczości artystycznej. Książka sugeruje, że złote rączki odkrywają „przerażającą samotność kobiet, które wzywają ich na pomoc”, a potrzeby tych kobiet bywają czasem „komiczne”, czasem „wzruszające”, a w głębi duszy — „seksualne”.
Film z 1980 roku pt. The Handyman opowiada o stolarzu-hydrauliku, który jest „dobry w tym, co robi”, ale jest „zbyt uczciwy i ufny” i pada ofiarą „kobiet, które uważają go za przystojnego i wyrozumiałego”; film zdobył negatywne recenzje krytyka Vincenta Canby'ego. Inne filmy wykorzystywały motyw przystojnej złotej rączki spotykającej znudzone gospodynie domowe, na przykład The Ups and Downs of a Handyman, film z 1975 roku, w którym „Przystojny Bob staje się ulubieńcem lokalnych gospodyń domowych, które mają na myśli coś więcej niż drobne naprawy”.
W Kanadzie powstał program reality show Canada's Worst Handyman, w którym uczestnicy starają się jak najlepiej wykonać zlecone zadania, aby nie zostać uznanym za „najgorszą złotą rączkę”. Home Improvement to amerykański sitcom z Timem Allenem w roli głównej, emitowany w latach 1991–1999. W dziecięcym programie telewizyjnym Mister Rogers' Neighborhood postać o imieniu Handyman Negri była mieszkańcem Neighborhood of Make-Believe, jak również sąsiedztwa, w którym mieszka Mister Rogers. Handy Manny to amerykańsko-hiszpański program telewizyjny dla przedszkolaków, emitowany na kanale Playhouse Disney, w którym główną postacią jest animowany złota rączka o imieniu Manny. Belgijska seria komiksów i mediów Smerfy przedstawia Pracusia Smerfa z typowym wyposażeniem złotej rączki, takim jak ogrodniczki, ołówek ciesielski i roboczy kapelusz. W serii Happy Tree Friends występuje także pomarańczowy bóbr o imieniu Handy, będący złotą rączką.
Dwóch złotych rączek to również główni bohaterowie czechosłowackiego, później czeskiego, serialu animowanego techniką poklatkową Pat i Mat.